# 國際記者協會
國際記者協會（英語：International Press Academy，IPA）是一個由專業娛樂記者組成的組織，代表國內外的報刊、電視、廣播、有線頻道以及新媒體通路市場 。該協會自1997年1月起，設立了一個年度電影電視獎項卫星奖。
所有全職工作的娛樂記者都有資格加入協會；而會員資格開放於名列於美国电影协会記者名冊上的人，或是繳交六份娛樂相關的報導剪輯的記者，才會列入董事會考慮名單。
該協會是在1996年由 Mirjana Van Blaricom 創立。

## 獎項
國際記者協會設立的一個年度電影電視獎項：衛星獎（原本被稱做「金衛星獎」）。
而協會另外設立的獎項包括：
- 瑪麗·畢克馥獎：頒給娛樂產業的傑出成就者
- 獨特電影導演獎：頒給影片中城現傑出藝術與觀點的電影導演
- 尼古拉特斯拉電影技術遠見成就獎：搬給電影中傑出的技術人員